# Mastomys natalensis
Mastomys natalensis је врста глодара из породице мишева (лат. Muridae).

## Распрострањење
Врста је присутна у Анголи, Бенину, Боцвани, Буркини Фасо, Бурундију, Габону, Гани, Гвинеји Бисао, ДР Конгу, Екваторијалној Гвинеји, Етиопији, Замбији, Зимбабвеу, Јужноафричкој Републици, Камеруну, Кенији, Лесоту, Малавију, Малију, Мауританији, Мозамбику, Намибији, Нигеру, Нигерији, Обали Слоноваче, Републици Конго, Руанди, Свазиленду, Сенегалу, Сијера Леонеу, Сомалији, Судану, Танзанији, Тогу, Уганди, Централноафричкој Републици и Чаду.

## Станиште
Врста Mastomys natalensis има станиште на копну.

## Угроженост
Ова врста није угрожена, и наведена је као последња брига јер има широко распрострањење.

### Популациони тренд
Популација ове врсте је стабилна, судећи по доступним подацима.